# جاي ألدريش
جاي ألدريش (بالإنجليزية: Jay Aldrich)‏ هو لاعب كرة قاعدة أمريكي، ولد في 14 أبريل 1961 في الإسكندرية في الولايات المتحدة.

## وصلات خارجية
- جاي ألدريش على موقعبيزبول رفرنس.كوم (الدوري الرئيسي) (الإنجليزية)
- جاي ألدريش على موقعبيزبول رفرنس.كوم (الدوري الثانوي) (الإنجليزية)